# Monsterlijke Monsterboek
Het Monsterlijke Monsterboek (Engels: The Monster Book of Monsters) is een schoolboek dat voorkomt in de Harry Potter-boekenreeks van de Britse schrijfster J.K. Rowling.
In het derde schooljaar gebruiken de leerlingen van Rubeus Hagrid het Monsterlijke Monsterboek als schoolboek voor het vak Verzorging van Fabeldieren. Het is echter een zeer gevaarlijk boek dat mensen aanvalt wanneer je het niet goed behandelt: het wordt pas rustig en stopt met bijten wanneer je het boek over de rug aait.
Dit boek werd verkocht in de magische boekenwinkel Klieder & Vlek op de Wegisweg.